# Matěj Kvíčala
Matěj Kvíčala (* 6. května 1989 Jablonec nad Nisou) je český sáňkař.
Startoval na Zimních olympijských hrách 2010, kde se v závodě dvojic umístil společně s Lubošem Jírou na 18. místě. Účastní se evropských a světových šampionátů, jeho nejlepším umístěním je 11. místo na ME 2015 a 13. místo na MS 2015.